# Futbolen Klub Etăr 1924 Veliko Tărnovo
Il Futbolen Klub Etăr 1924, in bulgaro Футболен Клуб Етър 1924, conosciuto semplicemente come Etăr 1924, era una squadra di calcio di Veliko Tărnovo in Bulgaria, fondata nel 2002.
Il nome della società deriva dal fiume Jantra, un affluente del Danubio, che bagna Veliko Tărnovo. Questo fiume un tempo era chiamato "Etăr".

## Storia
La società viene fondata nel 2002 e fino ad allora la squadra principale di Veliko Tărnovo era il FK Etăr, fondato nel 1924 e campione di Bulgaria nel 1991. Dal 2003 il club più anziano cessa l'attività e prosegue con il solo settore giovanile.
Il nuovo club viene iscritto nel girone Nord-Ovest della terza lega, in coabitazione con il FK Etăr (quindi senza esserne il successore), vincendo il campionato ed ottenendo la promozione per la seconda divisione.
Nella Coppa di Bulgaria 2004-05 l'Etăr 1924 elimina prima il Dorostol e poi, a sorpresa, lo Slavia Sofia, per poi cedere al Levski Sofia negli ottavi di finale.
Con l'allenatore Velin Kefalov, ingaggiato a settembre 2010, i viola si piazzano al terzo posto in classifica e, grazie alla rinuncia del Čern. Pomorie (licenza non concessa), viene ammesso a disputare lo spareggio-promozione contro lo Svetkavica: la sconfitta per 3-1 lo condanna a rimanere nella cadetteria.
Nel giugno 2011 Kefalov lascia il club e viene sostituito da Georgi Todorov. Todorov si dimette a metà stagione 2011-12 ed allenatore diventa Canko Cvetanov che porta l'Etăr 1924 al primo posto ed alla promozione in prima divisione: questo il 23 maggio 2012 grazie all'1-0 casalingo sul Nesebăr.
Il club finisce la prima metà della stagione 2012-13 all'ultimo posto. La seconda metà vede un enorme viavai di giocatori e dirigenti (Tsvetanov era già stato sostituito da Serdar Dayat), la squadra sembra risalire la classifica, ma la crescente incertezza finanziaria fa spostare la società a Sliven, facendo così infuriare i tifosi. Nel maggio 2013 il club si scioglie e nelle partite rimanenti vengono assegnate sconfitte 0-3 a tavolino.
Nella 2013 viene fondato, nella città di Veliko Tărnovo, un nuovo club, l'SFK Etăr, che rileva il titolo sportivo del Botev Debelec e viene iscritto alla terza divisione.

## Strutture

### Stadio

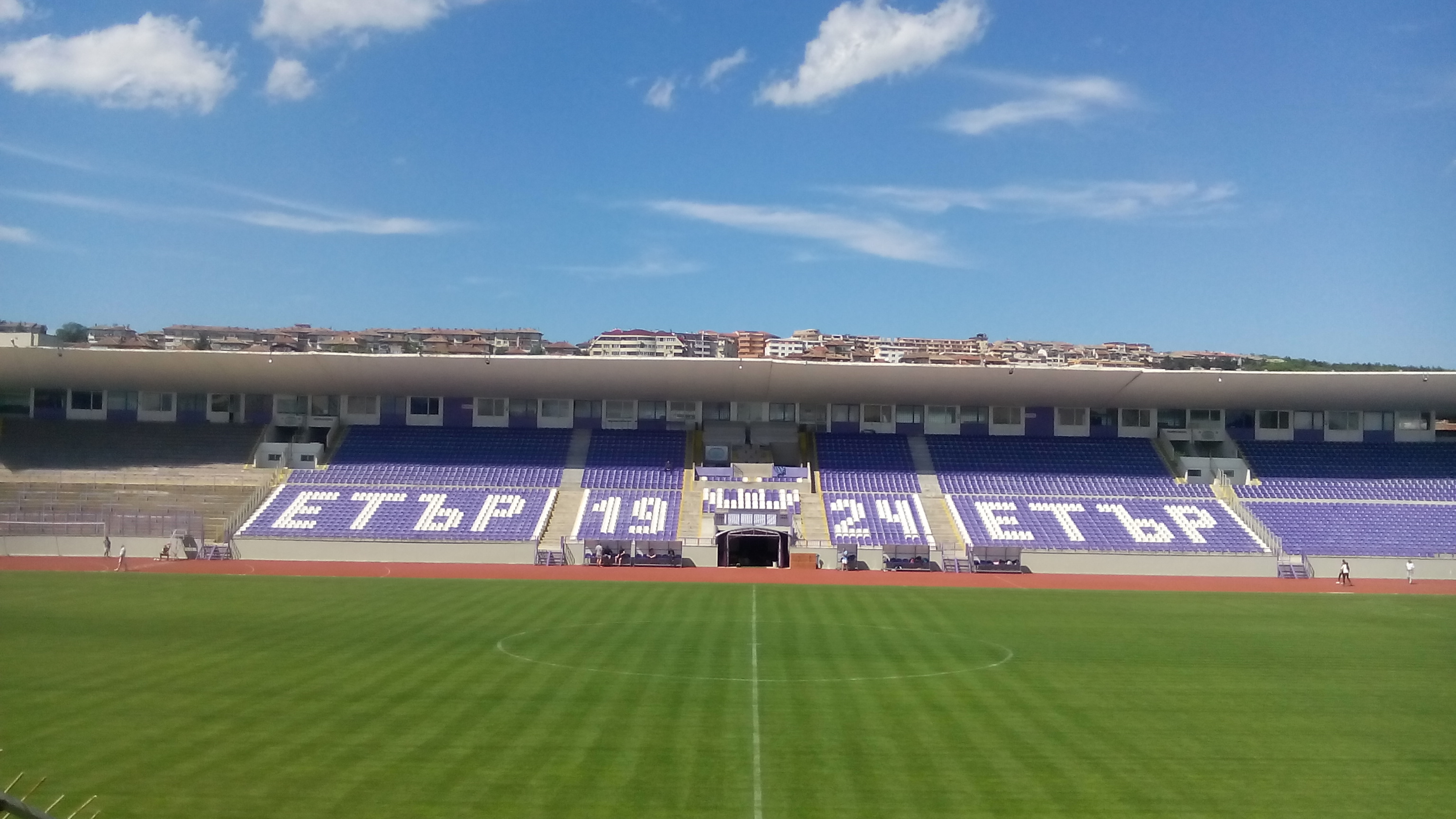
Stadio Ivajlo

Lo Stadio Ivajlo è uno stadio polifunzionale a Veliko Tărnovo. Costruito fra il 1954 ed il 1958, è stato inaugurato il 24 maggio 1958 con un'amichevole fra Etăr e Slavia Sofia conclusa 0-3. La capienza iniziale era di 25000 posti, ora è ridotta a 18000. Una volta (dal 1958 al 2003) era utilizzato dal FK Etăr, attualmente dal SFK Etăr (fondato nel 2013).

## Palmarès

### Competizioni nazionali
- Vtora profesionalna futbolna liga: 1

2011-2012 (girone Est)
- Treta amat'orska futbolna liga: 1

2002-2003 (girone Nord-Ovest)

### Altri piazzamenti
- Vtora profesionalna futbolna liga:

Terzo posto: 2010-2011

## Organico

### Rosa 2012-2013
| N. |                     | Ruolo | Calciatore                       |
| -- | ------------------- | ----- | -------------------------------- |
|    | Serbia (bandiera)   | P     | Nenad Filipović                  |
|    | Bulgaria (bandiera) | D     | Rosen Vankov                     |
|    | Bulgaria (bandiera) | D     | Martin Nikolov                   |
|    | Bulgaria (bandiera) | C     | Emil Koparanov                   |
|    | Bulgaria (bandiera) | C     | Nikolay Petrov                   |
|    | Turchia (bandiera)  | C     | Fatih Yılmaz                     |
|    | Bulgaria (bandiera) | A     | Dormushali Saidhodzha (capitano) |
|    | Francia (bandiera)  | C     | Jacques Fey                      |
|    | Bulgaria (bandiera) | A     | Iskren Pisarov                   |
|    | Turchia (bandiera)  | P     | Yilmaz Aksoy                     |
|    | Polonia (bandiera)  | D     | Michał Protasewicz               |
|    | Svezia (bandiera)   | C     | Mehmet Mehmet                    |

| N. |                         | Ruolo | Calciatore            |
| -- | ----------------------- | ----- | --------------------- |
|    | Turchia (bandiera)      | C     | Ali Aydogan           |
|    | Sierra Leone (bandiera) | A     | Sulaiman Sesay-Fullah |
|    | Capo Verde (bandiera)   | C     | Jerson                |
|    | Finlandia (bandiera)    | D     | Patrik Rikama         |
|    | Svezia (bandiera)       | A     | Sonny Karlsson        |
|    | Norvegia (bandiera)     | D     | Kai Risholt           |
|    | Polonia (bandiera)      | D     | Sławomir Cienciała    |
|    | Germania (bandiera)     | C     | Paweł Grischok        |
|    | Bulgaria (bandiera)     | A     | Nikolai Nikolaev      |
|    | Bulgaria (bandiera)     | A     | Dimitar Baydakov      |
|    | Bulgaria (bandiera)     | P     | Ivailo Petkov         |
|    | Bulgaria (bandiera)     | A     | Tyunay Kamber-Captain |